# Liste des personnages du Fléau
 (janvier 2021).
La mise en forme du texte ne suit pas les recommandations de Wikipédia : il faut le « wikifier ».
Les points d'amélioration suivants sont les cas les plus fréquents. Le détail des points à revoir est peut-être précisé sur la page de discussion.
- Les titres sont pré-formatés par le logiciel. Ils ne sont ni en capitales, ni en gras.
- Le texte ne doit pas être écrit en capitales (les noms de famille non plus), ni en gras, ni en italique, ni en « petit »…
- Le gras n'est utilisé que pour surligner le titre de l'article dans l'introduction, une seule fois.
- L'italique est rarement utilisé : mots en langue étrangère, titres d'œuvres, noms de bateaux, etc.
- Les citations ne sont pas en italique mais en corps de texte normal. Elles sont entourées par des guillemets français : « et ».
- Les listes à puces sont à éviter, des paragraphes rédigés étant largement préférés. Les tableaux sont à réserver à la présentation de données structurées (résultats, etc.).
- Les appels de note de bas de page (petits chiffres en exposant, introduits par l'outil «  Source ») sont à placer entre la fin de phrase et le point final[comme ça].
- Les liens internes (vers d'autres articles de Wikipédia) sont à choisir avec parcimonie. Créez des liens vers des articles approfondissant le sujet. Les termes génériques sans rapport avec le sujet sont à éviter, ainsi que les répétitions de liens vers un même terme.
- Les liens externes sont à placer uniquement dans une section « Liens externes », à la fin de l'article. Ces liens sont à choisir avec parcimonie suivant les règles définies. Si un lien sert de source à l'article, son insertion dans le texte est à faire par les notes de bas de page.
- La présentation des références doit suivre les conventions bibliographiques. Il est recommandé d'utiliser les modèles {{Ouvrage}}, {{Chapitre}}, {{Article}}, {{Lien web}} et/ou {{Bibliographie}}. Le mode d'édition visuel peut mettre en forme automatiquement les références.
- Insérer une infobox (cadre d'informations à droite) n'est pas obligatoire pour parachever la mise en page.

Pour une aide détaillée, merci de consulter Aide:Wikification.
Si vous pensez que ces points ont été résolus, vous pouvez retirer ce bandeau et améliorer la mise en forme d'un autre article.
Ce qui suit est une liste des personnages les plus importants du roman de Stephen King : Le Fléau. En raison du grand nombre de personnages, cette page peut vous aider à vous familiariser avec eux ou tout simplement mieux vous retrouver dans le livre. 
Le Fléau a été publié en 1978, cependant une deuxième édition a été publiée en 1990, elle est considérablement plus longue que la première version (1 200 pages contre 800 pages). Les deux versions sont essentiellement les mêmes bien que certains contenus aient été ajoutés dans la deuxième version, y compris une nouvelle fin.

## Personnages

### Projet bleu

#### Spécialiste Charles D. Campion
Campion est un soldat américain qui sert dans une base secrète dans le désert californien. Alors que Campion fait son service de nuit, un problème survient et un virus mortel s'échappe du complexe militaire qu'il surveille. Il parvient à s'enfuir avec sa femme et sa petite fille avant que la base n'entre en confinement. Malheureusement, il se fait tout de même contaminer et succombe finalement au virus dans une station-service de la ville fictive d'Arnette, dans l'est du Texas, propageant le virus et créant une chaine de contamination mortelle.
La mini - série de 1994 illustre le personnage de Campion par Ray McKinnon. Dans celle de 2020, il est interprété par Curtiss Cook Jr.

#### Général William "Billy" Starkey
Starkley est le commandant du Projet bleu, celui qui a créé le virus mortel. Il est donc conscient qu'une fois lâché le virus devient incontrôlable et que tout espoir de vaccin est vain en raison de ses mutations constantes et de son taux de contamination de 99,4%. Il suit les évènements depuis son bunker et bien que compatissant, il fait tout son possible pour dissimuler l'accident et la pandémie qui s'ensuit aussi longtemps qu'il le peut. Dans une dernière tentative de maintenir un déni plausible, il active un plan d'urgence : libérer le virus sur plusieurs autres continents afin de garantir que les nations communistes et autres ennemis des américains ne survivent pas pour prendre le contrôle de ce qui reste du monde. Après avoir été démis de ses fonctions par le président des États-Unis en raison de son incapacité à contenir le virus, Starkey se suicide finalement dans le laboratoire où le virus a été créé.
Dans la mini-série de 1994, le personnage de Starkey a été joué par l'acteur Ed Harris. Dans celle de 2020, JK Simmons interprète son personnage.

#### Major Len Creighton
Creighton vient informer périodiquement le général Starkley de l'évolution de la situation et est son ami et son bras droit. Il prend le commandement de l'opération de confinement après le licenciement de Starkey et son suicide. Le personnage est entendu pour la dernière fois en train de parler à un officier de l'armée par radio à Los Angeles ; on ne sait pas s'il survit au virus.
Dans les éditions antérieures à 1990 de Le Fléau, ce personnage s'appelle Len Carsleigh .

### Boulder

#### Mère Abigaïl
Abigaïl Freemantle, appelé plus couramment Mère Abigaïl, dirige les «bons» survivants du virus et se désigne également comme une prophète de Dieu. Elle a 108 ans et vit dans une ferme près de Hemingford Home, Nebraska. Née d'esclaves affranchis de Caroline du Sud, Abigaïl a survécu à une succession de trois maris, ainsi qu'à ses sept enfants. Elle fait partie des 0,6% de la population immunisée contre le virus et apparaît initialement à certains des survivants dans leurs rêves, les attirant vers elle, tout comme Randall Flagg (également connu sous le nom de "l'homme sans visage") attire les "mauvais" survivants vers lui. Elle et ses partisans se dirigent vers Boulder, Colorado, États-Unis, où ils établissent le gouvernement de la "Zone libre de Boulder".
Abigaïl reçoit des visions de Dieu, mais après avoir péché par orgueil elle perd son don de voyance et part se repentir dans le désert. Plus tard, elle retrouve ses capacités et retourne dans la zone libre de Boulder juste à temps pour sauver par inadvertance la majeure partie du comité de la zone libre de la tentative d'assassinat d'Harold Lauder. Sur son lit de mort, elle partage une dernière vision : quatre hommes du comité doivent se rendre sur la côte ouest à Las Vegas pour affronter Flagg. Elle ne fait aucune prédiction sur ce qui va se passer. Mère Abigaïl meurt peu de temps après avoir révélé cette prophétie.
Dans la mini-série de 1994, Mère Abigail a été représentée par Ruby Dee. Dans la mini-série 2020, elle est incarnée par Whoopi Goldberg .

#### Stuart Redman
Pour les articles homonymes, voir Redman (homonymie).
Stuart (Stu) réside à Arnette, Texas ; sa femme est morte d'un cancer, il est calme, patient et intelligent. Stu est à la station-service de son ami la nuit où Campion débarque. Redman est le premier homme que l'on découvre immunisé contre la maladie et est emmené par les autorités gouvernementales, d'abord aux Centre de Contrôle et de Prévention des Maladies (CDC) d'Atlanta, puis au centre fictif des pandémies Stovington, Vermont. Redman s'échappe de l'installation de Stovington après qu'un employé du gouvernement tente de l'exécuter (sous motif qu'il "en sait trop"). Après avoir erré en Nouvelle-Angleterre pendant plusieurs jours, Redman rencontre Glen Bateman et se lie d'amitié avec lui et, peu de temps après ils rencontrent Fran Goldsmith et Harold Lauder. Stu commence à sortir avec Fran malgré leur grand écart d'âge, et entre dans une relation conjugale avec elle, y compris en acceptant son enfant à naître ; mais Harold est jaloux, il entretient un amour non partagé pour Fran.  
Stu devient le porte-parole du comité de la zone libre et agit en tant que premier sheriff de la zone. 
À la suite d'une tentative d'assassinat de Harold, Mère Abigaïl dit à Redman qu'il doit aller à l'ouest pour affronter Flagg. Redman, avec plusieurs autres personnages, se rend à Las Vegas mais se casse la jambe dans l'Utah et est obligé de rester derrière, avec Kojak le chien. Redman développe une pneumonie, à cause de sa blessure et de l'hypothermie. Il assiste à la destruction de Las Vegas et il est finalement sauvé par Tom Cullen, qui le soigne. Redman et Cullen retournent à Boulder d'abord en motoneige et enfin à pied, où Fran a donné naissance au premier enfant connu après la peste. Redman et Fran, qui est de nouveau enceinte, cette fois par Redman, quittent Boulder pour élever leur famille à Ogunquit, Maine.
Dans la mini-série de 1994, le personnage de Stu a été interprété par Gary Sinise. Dans la mini-série 2020, il est interprété par James Marsden.

#### Frances Goldsmith
Étudiante d'Ogunquit, Maine, Goldsmith (souvent appelée Frannie ou Fran) est enceinte au début du livre, un sujet qui a entraîné une confrontation douloureuse avec sa mère et sa rupture avec le père du bébé, Jesse Rider. Le virus, ayant anéanti la communauté de Goldsmith, elle et Harold sont les seuls survivants locaux, après la mort d'un gardien de parking, Gus Dinsmore, le 30 juin. On suppose également que Jesse est mort mais aucune confirmation n'est donnée dans le livre. Après avoir enterré son père dans son jardin, Goldsmith décide de rejoindre Harold et ils quittent tous les deux la ville désertique. Sur la suggestion de Harold, ils se dirigent vers les installations de Stovington du CDC, dans l'espoir de trouver quelqu'un en position d'autorité ; mais sur le chemin ils rencontrent Stuart et Glen Bateman. Alors que Frannie accepte l'idée que Stuart se joigne à eux, Harold réagit négativement, principalement en raison de ses sentiments pour Frannie. Il intègre finalement l'équipe et tous les trois, avec Bateman, arrivent à Stovington pour seulement constater la mort de tout le monde dans l'installation. Le groupe continue ensuite son voyage vers l'ouest où les attend Mère Abigaïl. Au cours de ce voyage, Frannie tombe profondément amoureuse de Stu, même s’il est nettement plus âgé, un secret qu'elle note dans son journal, en plus de nombreux autres aspects du voyage. Harold avoue son amour à Fran mais elle le rejette poliment et fermement. Puis, elle et Stuart s'avouent leur amour et ils finissent par entrer dans une relation conjugale une fois installés à Boulder.
Fran fait partie du comité de la zone libre à Boulder et sert de "boussole morale". Elle reste méfiante envers Harold, ce qui se justifie plus tard lorsqu'elle trouve les détails d'un complot visant à tuer Stu dans le journal intime de ce dernier. Frannie sauve la majorité du comité lorsqu'elle détecte intuitivement la présence de la bombe posée par celui-ci. Elle est modérément blessée dans l'explosion mais l'enfant qu'elle porte ne subit pas de dommage. Frannie s'oppose à ce que Stu aille vers l'ouest mais accepte lorsqu'elle se rend compte qu'il est obligé de poursuivre le voyage. Goldsmith s'installe plus tard avec Lucy Swann et accouche d'un petit garçon. Bien qu'elle reste joyeuse grâce à la naissance, l'enfant de Frannie tombe malade du virus et elle est dévastée. Cependant, elle est de nouveau heureuse à la suite du retour de Stu dans la zone libre et au rétablissement de son bébé. Tout au long du roman, elle devient de plus en plus nostalgique de son Maine natal et, à la fin du livre elle, Stu et le bébé retournent à Ogunquit ; le dernier chapitre confirme également que Goldsmith est tombée enceinte de son deuxième enfant, Stu étant cette fois le père.
Dans la mini-série de 1994, le personnage de Frannie a été portée à l'écran par Molly Ringwald. Dans la mini-série 2020, elle a été interprétée par Odessa Young.

#### Nick Andros
Nick est un vagabond sourd-muet âgé de 22 ans originaire de Caslin dans le Nebraska. Avant la pandémie, Andros est battu et on lui vole son argent à Shoyo (ville fictive de l'Arkansas). Blessé (nez cassé, dents cassées, contusion...) dans l'assaut et initialement emprisonné, Andros se lie par la suite d'amitié avec le shérif local et sa femme. Andros exprime son intention de porter plainte contre ses agresseurs et le shérif emprisonne trois des quatre agresseurs avant de tomber malade à cause du virus. Andros devient alors le nouvel adjoint du shérif, car tout le monde est malade. Le shérif meurt peu de temps après ainsi que sa femme. Andros libère plus tard le seul prisonnier encore vivant de la prison.
Dans le roman original, Andros tombe d'une bicyclette et se cogne la tête ; les égratignures sur sa jambe causées par la chute s'infectent et le laissent malade pendant plusieurs jours. 
Dans la seconde édition du roman, Ray Booth (le quatrième attaquant d'Andros) vient se venger et l'attaque une deuxième fois dans le bureau de la prison. Au cours de l'attaque, Booth aveugle quasiment l'un des yeux d'Andros, et dans la panique, Andros tire accidentellement avec son pistolet sur sa ceinture et s'égratigne la jambe, provoquant son infection. Bien qu'Andros tue Booth affaibli par la peste, les dommages causés à son œil l'obligent à porter un cache-œil pendant le reste de l'histoire.
Andros guérit finalement de l'infection à sa jambe et commence à partir vers Hemingford Home, Nebraska. En chemin, il rencontre Tom Cullen, et plus tard, Brentner, June Brinkmeyer, Gina McCone, Dick Ellis et Olivia Walker (le groupe devenant alors une famille de substitution pour lui). Andros mène le groupe de survivantsde plus en plus nombreux au Nebraska chez la Mère Abigaïl, qui les guide vers Boulder. 
Andros fait partie du comité de la zone libre, dont il est le principal penseur, et recrute finalement Cullen en pour aller espionner "l'homme sans visage" à Los Angeles. Il n'aime pas ou ne fait pas confiance à Harold Lauder, la suite du roman lui montrera qu'il avait raison puisqu'il est tué par sa tentative d'assassinat conte le comité. Andros réapparaît plus tard dans ses rêves et comme un esprit pour Tom Cullen, le guidant alors qu'il tente de rentrer chez lui et montrant à Tom comment sauver la vie de Stu qui est très malade.
Dans la mini-série de 1994, le personnage d'Andros est interprété Rob Lowe. Dans celle de 2020, il a été interprété par Henry Zaga.

#### Tom Cullen
Tom Cullen est un homme que l'on croyait initialement avoir entre vingt et trente ans (après que Tom dit à Andros qu'il se souvient du retour de son père de la guerre de Corée, il se rend compte que Cullen doit être beaucoup plus âgé ; peut-être dans la quarantaine). Il semble être atteint d'un retard mental, il peut "booster" ses capacités cérébrales en entrant dans un étant d'autohypnose. Il utilise souvent des expressions familières telles que "Putain !" et "Putain, oui !" et il parle fréquemment de lui à la troisième personne.
Andros le rencontre alors qu'il fait du vélo de l'Arkansas au Nebraska en passant par l'Oklahoma. Les deux se lient étroitement, malgré le fait qu'Andros ne puisse pas parler et que Tom ne puisse pas lire les notes d'Andros, ne sachant pas lire :) Lorsque les deux rencontrent Brentner, Tom est enfin capable d'apprendre le nom d'Andros.
Andros, Redman et Bateman placent une suggestion post-hypnotique dans l'esprit de Cullen, qui l'aidera à agir en tant que troisième espion de la zone franche et qui le fera revenir à Boulder à la pleine lune. Au cours de l'hypnose de Tom, Andros, Redman et Bateman découvrent que, bien qu'hypnotisés, Cullen possède le même type de prévoyance que Mère Abigaïl, s'appelant simultanément "Tom" et "le Tom de Dieu".
L'anonymat de Tom semble être gardé par son handicap, puisque Flagg dit à Jurgens que chaque fois qu'il essaie de découvrir le troisième espion, tout ce qu'il voit est la lune. C'est le désir de Jurgens de protéger à la fois Cullen et son statut d'espion qui l'oblige à se suicider, plutôt que de se soumettre à de nouveaux interrogatoires de Flagg. La vue de la pleine lune se levant au-dessus de Las Vegas déclenche la suggestion post-hypnotique et il commence le voyage de retour à Boulder.
Lors de ce voyage, Cullen rencontre Stu qui souffre d'une jambe cassée et d'une pneumonie. À l'origine, Tom était loin à l'est de l'endroit où Stu est tombé mais un rêve prophétique lui dit qu'il doit faire demi-tour pour retrouver Stu. Avec l'aide de l'esprit d'Andros, qui apparaît à Cullen dans des visions (Andros a été tué lorsque la bombe de Harold a explosé), Tom est capable de soigner Stu qui délire et est mourant. Ils restent coincés dans des motels pendant une partie de l'hiver à cause de la neige. Ensemble, ils retournent à Boulder pour signaler la destruction de Las Vegas.
Dans la mini-série de 1994, le personnage de Tom Cullen a été interprété par Bill Fagerbakke. Dans la mini-série 2020, il a été interprété par Brad William Henke.

#### Larry Underwood
Larry Underwood est un jeune auteur-compositeur-interprète narcissique qui, au début du roman, commence à connaître un succès significatif avec son premier single, "Baby, tu peux aimer ton mec ?". Il a une dette auprès d'un trafiquant de drogue alors qu'il vit à Los Angeles et se rend à New York pour se cacher, sous prétexte de rendre visite à sa mère profondément aimante mais désapprobatrice face aux excès de son fils. Alors que la peste et l'anarchie détruisent New York, Larry tente de prendre soin de sa mère mourante mais il ne peut l'empêcher de mourir du virus. Peu de temps après, il découvre qu'il est l'une des rares personnes vivantes qu'il reste à New York. Il rencontre une femme d'âge moyen en difficulté nommée Rita Blakemoor et les deux décident de quitter New York ensemble. Ils vivent une randonnée effrayante à travers le tunnel Lincoln en quittant l'île, un incident qui hante souvent Underwood dans le reste du récit. Blakemoor meurt finalement d'une overdose de drogue qu'Underwood décrit comme «70% d'accident et 30% de suicide». Il se sent coupable de son soulagement de ne plus avoir à faire face à Rita. Hanté par ses rêves de Flagg et de Rita, Underwood est dans un état semi- catatonique d'autoréflexion pendant plusieurs jours jusqu'à ce qu'il s'effondre enfin d'épuisement dans le New Hampshire. Cet événement est le début d'un tournant dans la vie de Larry ; un changement d'âme, de celle d'un «opportuniste» à "une ouverture d'esprit".
Il rencontre Nadine Cross et le jeune Leo Rockway (connu alors uniquement sous le nom de "Joe" et se comportant comme une créature sauvage). Les trois voyagent ensemble à Ogunquit, où ils trouvent l'enseigne peinte par Harold avec les directions qu'elle affiche. Décidant de suivre les indications, Underwood conduit Cross et Joe à Stovington, Vermont, et ils rencontrent Lucy Swann en cours de route. À Stovington, ils ne trouvent que les directions de Harold vers le Nebraska. Larry, qui se retrouve progressivement dans le rôle inattendu de chef de groupe, amène un groupe croissant de personnes à travers le pays au Nebraska, et enfin à Boulder.
Bien que Larry s'intéresse au départ à Nadine Cross, elle repousse ses avances et il commence une relation avec Lucy à la place. Arrivé à Boulder, Larry s'installe avec Lucy et Joe, devenant membre du comité de la zone franche. Cross tente de se réconcilier avec Underwood mais il refuse ses avances, choisissant de rester avec Lucy. Il s'introduit plus tard dans la maison de Harold Lauder après que Joe lui ait demandé de se lancer dans une enquête avant que quelque chose d'horrible ne se produise. Il trouve le grand livre de celui-ci, dans lequel il a documenté son intention de tuer Stu Redman. Le plan de Lauder est déjà en marche à ce stade et Redman échappe de peu à la tentative d'assassinat le lendemain. Larry quitte Boulder avec Stu, Brentner et Bateman après que Mère Abagail leur ait ordonné d'aller à Las Vegas. Larry dirige la troupe après que Stu se fut cassé la jambe pendant le voyage, où lui-même et Brentner finissent par mourir dans l'explosion nucléaire causée par la Poubelle.
Dans la mini-série de 1994, Larry a été interprété par Adam Storke. Il ne rencontre pas Rita Blakemoor à New York, mais rencontre Nadine là-bas, seule. Après avoir voyagé avec elle, elle l'abandonne. Il rencontre plus tard Lucy et Joe et se rend avec eux à Boulder. Dans la mini-série 2020, il est interprété par Jovan Adepo.

#### Harold Lauder
Harold Lauder a seize ans et vit à Ogunquit, Maine au début du roman. Il est le frère cadet de la meilleure amie de Fran Goldsmith, Amy Lauder, et est un paria social dans son lycée local. Dans le roman, son caractère odieux et arrogant l'empêche de tisser des relations sociales. Après que le virus ait anéanti toute la population d'Ogunquit, à l'exception de lui et de Frannie, les deux se dirigent vers le Stovington Plague Center dans le Vermont. Lauder laisse un mot sur le toit d'une grange où il détaille leur plan à destination d'éventuels rescapés. Cette initiative permet à plusieurs autres voyageurs de se regrouper dans le Colorado.
Harold nourrit une obsession amoureuse obsessionnelle non partagée pour Frannie et se perçoit comme son protecteur. Lorsqu' ils font la rencontre de Stuart Redman, il commence par le rejeter, par jalousie, allant même jusqu'à le menacer avec une arme à feu. Après une conversation dans laquelle Redman explique à Harold qu'il veut juste accompagner le couple et n'a aucun désir pour elle, il cède. Les survivants se dirigent vers le Nebraska, avant d'atteindre le Colorado pour rejoindre Mère Abigail ; le groupe récupère alors plus de survivants au cours de leur voyage. Harold tente de déclarer son amour à Frannie mais est rejeté. À mesure que sa relation avec Redman s'approfondit, il devient plus jaloux.
Il cherche le journal de Goldsmith et découvre qu'elle se moque de lui dans ses pensées privées et le considère comme "immature". Lauder jure de se venger de Frannie et Redman à partir de ce moment.
Lauder devient un membre respecté et estimé de la communauté de Boulder. En raison des conditions difficiles après la peste, il a perdu son excès de poids, son acné s'est envolée et son intelligence est souvent perçue comme un atout par son entourage, plutôt que comme un obstacle l'isolant, comme c'était le cas dans sa vie d'avant. Ses idées sont utilisées pour améliorer les conditions au sein de la communauté et Lauder se porte souvent volontaire pour les travaux les plus difficiles dans la zone franche de Boulder, y compris l'enlèvement des cadavres. Grâce à son intelligence, sa perspicacité et sa vivacité il gagne le surnom de "Faucon", comme preuve de respect de la part des autres hommes des équipes de travail. Mais Harold ne s'en rend pas compte et reste avec ses anciens complexes. Dans un moment de clarté émotionnelle, Lauder se rend compte qu'il est accepté et valorisé et qu'il peut choisir une nouvelle vie pour lui-même en tant que membre respecté de la société. Incapable de mettre de côté ses humiliations passées et ses sentiments de trahison envers Frannie et Redman, Lauder se concentre plutôt sur la vengeance.
Peu de temps après cet incident, Nadine Cross se rapproche de Harold et révèle sa connaissance approfondie du sentiment d'insécurité, des haines et des peurs de Lauder ; elle fait également allusion à la sienne. Cross séduit Harold, ils se rapprochent physiquement mais sans passer à l'acte, car elle se réserve pour Flagg. Il succombe au charme de Cross, et suis les plans de de Flagg en créant une bombe pour détruire le Comité de la zone franche (FZC).
Plusieurs ont des soupçons sur Lauder, mais les tạisent, souvent plus préoccupés par la politique de la zone libre et le recrutement de scouts que par la sueveillance des plans de Flagg.
Nick Andros fait exception, annulant la nomination de Lauder au FZC parce qu'il ne lui fait pas confiance. Larry Underwood pense qu'Harold est un homme politique et a des sentiments mitigés à son sujet, tandis que Leo Rockway refuse même de s'approcher d'Harold et dit à Larry qu'il en a peur.
Après avoir fait exploser la bombe qui fait sept morts, Lauder et Cross fuient vers Las Vegas. Il détruit sa moto et se casse la jambe après avoir glissé sur une nappe de pétrole. Cela sous-entend que Flagg, méfiant envers Lauder d'être "trop plein de pensées", tente de le tuer. Lauder survit, bien que gravement blessé, et tente de tirer sur Cross, qui l'abandonne.
Se rendant compte qu'il est en train de mourir, Lauder écrit une note dans laquelle il prend la responsabilité de ses actes et exprime des remords. Il signe "le Faucon", une manière d'accepter la meilleure version de lui-même qui a existé brièvement à Boulder. Lauder se suicide alors en se tirant une balle dans la tête ; son corps est retrouvé plus tard par le groupe de voyageurs de Stu. Ils n'enterrent pas son cadavre, choisissant de le laisser intact au-delà du simple geste de Stu de retirer doucement le pistolet de la bouche d'Harold et de le jeter de côté. À la surprise de celui-ci, il se retrouve à vouloir venger la mort de Harold et les victimes des bombardements lorsqu'il rencontre enfin Flagg.
Dans la mini-série de 1994, Harold est interprété par Corin Nemec. Dans la mini-série, le groupe de Stu ne trouve pas son corps, mais Stu ressent psychiquement son suicide. Dans celle de 2020, il a été interprété par Owen Teague.

#### Nadine Cross
Enseignante dans une école privée du New Hampshire, Nadine Cross a conservé sa virginité en raison d'un sentiment vaguement défini, mais puissant, qu'elle est destinée à quelque chose que l'auteur du roman décrit comme sombre et unique. Après l'éclatement de la pandémie, elle trouve un jeune garçon émotionnellement endommagé qu'elle appelle «Joe» qui a régressé dans un état d'esprit sauvage, mais qui lui fait confiance et reste avec elle. Nadine rencontre ensuite Larry Underwood et quand Joe le trouve endormi, il veut le tuer mais elle empêche le meurtre potentiel. Le couple suit secrètement Underwood dans le Maine, où Joe tente à nouveau de tuer Underwood, mais est maîtrisé. Après une discussion avec Underwood, Nadine accepte de le rejoindre et de trouver d'autres survivants. Elle est attirée par Underwood mais sa conviction subconsciente qu'elle doit rester «pure» s'est encore renforcée et a commencé à se manifester - elle commence à la fois à craindre et à anticiper qu'elle est destinée à être avec Flagg.
En arrivant à Boulder, elle commence à s'abandonner à l'attrait séduisant de Flagg. Joe, qui a suffisamment récupéré au point de révéler que son vrai nom est "Leo Rockway", hésite soudainement à être en sa compagnie. Plus tard, Joe révèle que Nadine savait déjà qu'il était trop tard pour s'engager dans des relations sexuelles avec Larry et ainsi la sauver de l'attrait maléfique de celui-ci. Elle procède désespérément à une dernière tentative pour séduire Underwood, un acte qui briserait son engagement virginal envers Flagg mais Underwood est, à ce stade, fermement engagé envers Swann et rejette les avances de Nadine.
Nadine finit par se rendre complètement à Flagg, communiquant avec lui à l'aide d'une planche Ouija - un écho de son expérience terrifiante avec une planche Ouija à l'université, lorsqu'elle a été touchée pour la première fois par Flagg. Elle séduit alors Harold Lauder et, bien qu'elle ne fasse pas "cette petite chose" avec lui, ils sont apparemment libres de s'engager sexuellement de toute autre manière qu'ils souhaitent. Elle utilise alors Lauder dans le but d'une tentative d'assassinat visant à éliminer les membres du comité. Ce complot est finalement entravé par le retour de Mère Abigail et Frannie Goldsmith.
Nadine voyage ensuite vers l'ouest avec Lauder, mais lorsque la moto de Lauder s'écrase, elle laisse entendre qu'elle avait l'intention que Lauder meure dans un accident de moto, au lieu d'être tuée par Flagg à leur arrivée à Las Vegas. Lauder tire avec son pistolet sur Nadine et l'atteint presque, suggérant qu'elle peut inconsciemment préférer la mort à la sombre consommation qui l'attend à Las Vegas ; et révélant également les limites de la puissance de Flagg. Nadine continue vers Las Vegas, jusqu'à ce que Flagg lui apparaisse dans le désert - il lui révèle sa vraie nature en la violant, une expérience qui est si horrible pour elle, malgré son immense plaisir, qu'elle tombe dans la catatonie. Flagg l'emmène ensuite avec lui à Las Vegas et le couple réside dans la suite penthouse du complexe hôtelier MGM Grand ; la grossesse de Nadine est annoncée peu de temps après leur arrivée à Las Vegas. Elle récupère finalement suffisamment des forces pour narguer Flagg à propos de son échec inévitable jusqu'à ce que, dans sa rage, Flagg la jette hors de la terrasse de l'appartement et elle qu'elle soit tuée. Nadine sourit alors qu'elle tombe et par la suite Flagg se rend compte qu'elle l'avait provoqué dans l'espoir qu'il la tuerait.
Dans la mini-série de 1994, NAdine Cross a été interprété par Laura San Giacomo. Elle est une fusion d'elle-même et de Rita Blakemoor dans le roman. Elle rencontre Larry à New York, mais le quitte après avoir presque couché avec lui, plus tard amené à Boulder par Teddy Weizak. Dans la mini-série 2020, elle a été interprétée par Amber Heard.

#### Glen Bateman
Un professeur agrégé de sociologie qui a pris sa retraite quelques années avant que la super-grippe ne frappe, Glendon "Glen" Bateman a rencontré Stu Redman près de son domicile à Woodsville, New Hampshire. Personne âgée handicapée par l'arthrite, le personnage de Bateman est souvent là pour dispenser des conseils au jeune Stuart. Bateman fait également l'expérience des rêves de Mère Abigaïl et rejoint Stu, Fran Goldsmith et Harold Lauder dans leur voyage pour rencontrer Mère Abigaïl (et pour satisfaire une curiosité sociologique sur la manière dont l'humanité se reconstruira). Bateman fait partie du comité de réforme à Boulder et est plus tard l'un des quatre hommes qui doivent rencontrer Flagg à Las Vegas. Lorsque Redman est gravement blessé pendant le voyage, Bateman est attristé de le laisser derrière lui. Il est détenu à Las Vegas où Flagg lui offre sa liberté à condition qu'il «se mette à genoux et le supplie». Bateman refuse, se moquant de Flagg pour sa transparence, amenant Flagg à ordonner à Lloyd Henreid de l'exécuter. "Tout va bien, M. Henreid", dit Bateman en mourant, "vous n'en savez pas plus."
Dans la mini-série de 1994, Bateman a été interprété par Ray Walston. Dans celle de 2020, par Greg Kinnear.

#### Ralph Brentner
Ralph Brentner, aimable fermier du Midwest et vétéran de l'armée des États-Unis, il rencontre Nick Andros et Tom Cullen alors que leurs chemins se croisent sur une autoroute entre l'Oklahoma et le Nebraska - ensemble, ils forment le premier groupe à trouver Mère Abigaïl. Malgré un manque d'éducation, Brentner possède beaucoup de bon sens et est très habile avec les outils et les machines ; il utilise notamment un puissant émetteur radio pour contacter d'autres groupes de survivants à travers le pays. Brentner est élu au premier comité de la zone franche, une position qu'il accepte à contrecœur. Il sert généralement de «voix» à Andros, lisant ses notes aux autres lors des réunions du comité. Brentner survit à la tentative d'assassinat de Lauder (mais perd les troisième et quatrième doigts de sa main gauche) et est choisi comme l'une des quatre personnes à s'opposer à Flagg. Avec Redman, Bateman et Underwood, Brentner se rend à Las Vegas et contribue à convaincre Larry Underwood de laisser Stu Redman derrière après qu'il se fut cassé la jambe. Brentner est capturé par Flagg, avec Bateman et Underwood, et Flagg prévoit une exécution par démembrement devant le Golden Nugget Hotel au centre-ville de Las Vegas. Brentner est le premier à remarquer la " Main de Dieu " alors qu'elle descend du ciel pour faire exploser l'arme nucléaire de la Poubelle, tuant toutes les personnes présentes.
Dans la mini-série de 1994, Brentner a été interprété par Peter van Norden. Dans la mini-série 2020, le personnage a été renommé Ray Brentner et est interprété par Irene Bedard.

#### Kojak
Kojak est le chien de Glen Bateman, un setter irlandais, qu'il a adopté après la mort de son maître d'origine. Anciennement appelé Big Steve, Kojak est un rare survivant de la super-grippe, un virus qui peut affecter les chiens et les chevaux ainsi que les humains (bien que le livre note que les chats sont immunisés). Lorsque Bateman part avec Redman, Kojak est initialement laissé à son sort. Cependant il suit son propriétaire et est plus tard attaqué par des loups après son arrivée à la maison vide de Mère Abagail. Bien que blessé, Kojak parvient à marcher jusqu'à la zone franche. Il rejoint Bateman, Redman, Brentner et Underwood lors de leur voyage à Las Vegas. Lorsque Redman est blessé, Kojak reste derrière, tuant de petits animaux pour nourrir Redman et ramassant des bâtons pour faire du feu. Après avoir été retrouvé par Tom Cullen, Kojak est ramené à Boulder. Il est indiqué dans le roman qu'il vivra seize ans après la mort de son maître et qu'une femelle se trouve près de Boulder, indiquant que l'espèce canine survivra.
Dans la mini-série de 1994, Kojak est un mélange de golden retriever.

#### Susan Stern
Faisant partie d'un harem de femmes qui ont été emmenées captives par des survivants de la super-grippe et violées à plusieurs reprises, Susan - une ancienne étudiante à la Kent State University - est l'une des femmes que Redman et son parti sauvent (note : cette version de son expérience antérieure n'est que dans la version révisée-augmentée du roman.) Stern devient membre du premier comité de la zone libre de Boulder et recrute sa camarade captive, Dayna Jurgens, pour servir d'espionne sur la côte ouest. Stern est plus tard tuée par la bombe de Lauder alors qu'elle était chez Brentner.
Dans la mini-série de 1994, Susan a été incarnée par Cynthia Garris. Elle n'est pas sauvée du harem, mais est plutôt retrouvée par Nick Andros et son groupe sur la route du Nebraska, et arrive au domicile de Mère Abigaïl avec Nick, Tom Cullen, Ralph Brentner, Dick Ellis et Gina McKone. Après avoir atteint Boulder, elle entame une relation avec Brad Kitchener, le seul technicien, essayant même d'avoir des enfants avec lui.

#### Dayna Jurgens
Dayna Jurgens est une instructrice de formation physique (PT) dans un collège communautaire de Xenia, Ohio (l'une des femmes que le parti de Redman sauve du harem dans la version révisée-augmentée). Bien qu'elle semble à l'origine afficher un certain niveau d'intérêt romantique pour Redman, cela ne va pas au-delà du flirt et les deux s'embrassent avant de partir pour espionner la côte ouest. Le comportement affectueux de Jurgens envers Redman provoque des sentiments de consternation chez Fran Goldsmith - plus tard, il est révélé que Jurgens est bisexuel.
Après avoir résidé à Boulder pendant une brève période, Stern recrute Jurgens (tous deux étaient captifs dans le même harem) pour espionner la côte ouest. À Las Vegas, Jurgens travaille avec une équipe de réparation de lampadaires et couche avec Lloyd Henreid dans le cadre de son stratagème pour obtenir des informations. Tout en travaillant avec l'équipage, elle observe Tom Cullen sur un camion qui passe. Flagg, conscient de son identité par télépathie, la convoque à son bureau et tente de lui faire révéler le troisième espion, dont il est incapable de pénétrer l'esprit. Pour protéger Cullen et se sauver de la torture, Jurgens se suicide en enfonçant sa tête à travers une vitre, de sorte que les bords cassés lui coupent la veine jugulaire. Cet acte de libre arbitre indique le début de la chute de Flagg, car, alors qu'il prévoyait sa tentative de l'assassiner, il n'a pas prédit sa tentative de suicide et n'a donc pas pu empêcher sa mort. Le corps de Jurgens est profané par Flagg et est ensuite brûlé à l'extérieur de Las Vegas.
Dans la mini-série de 1994, Dayna a été interprété par Kellie Overbey . Elle n'est pas sauvée du harem, mais est en couple avec un homme nommé Mark lorsqu'elle est retrouvée par le groupe de Redman. Mark meurt plus tard d'une appendicite, la déprimant, mêlant son rôle à celui de Perion du roman.

#### Lucy Swann
Première survivante rencontrée par le groupe d'Underwood, la ménagère du New Hampshire âgée de 24 ans, Lucy Swann, a survécu au virus, tandis que son mari et sa fille sont morts. Swann rejoint le groupe qui va vers le Stovington Plague Center. Elle devient amoureuse de Larry Underwood, un sentiment qu'elle sent ne pas être partagé en raison de la forte attirance d'Underwood pour Nadine Cross. Le sentiment de Swann persiste même si Underwood n'est apparemment pas intéressé par l'objet de son affection. Cependant, lorsqu'il est contraint de prendre une décision, Underwood choisit de rester avec Swann, à la grande surprise de celle-ci. Swann soutient Underwood pendant son mandat en tant que membre du comité de la zone libre, en plus de servir d'épouse dévouée et de mère pour Rockway. Contrairement à Goldsmith, Swann soutient la décision d'Underwood de voyager vers l'ouest pour affronter Flagg, bien qu'elle ne sache pas qu'elle est enceinte à l'époque. Swann s'occupe de Goldsmith pendant l'absence de Redman et, à la fin du livre, elle donne naissance à des jumeaux.
Dans la mini-série de 1994, Lucy a été portée à l'écran par Bridgit Ryan.

#### Juge Farris
Farris est un homme de la fin des années soixante-dix qui rejoint le groupe de voyage d'Underwood dans l'Illinois alors qu'il se dirige vers le Nebraska. Habituellement appelé le juge, Farris est un homme vif, éloquent, instruit et perspicace qui a été juge dans les années 1950, mais qui a depuis pris sa retraite. Swann et Underwood deviennent très proches de Farris. Quand Underwood et Farris prennent quelques bières au porche de la maison, il accepte d'aller avec lui à Las Vegas avant qu'Underwood puisse même rassembler la confiance nécessaire pour faire la demande, car il comprend l'importance de la mission, assurant à un Underwood attristé que tout ira bien. Le juge tente d'infiltrer Las Vegas depuis le nord, mais est intercepté par les sentinelles de Flagg dans l' Idaho. Le juge est tué de plusieurs coups dans la tête ; cependant, la mort du juge est une violation directe des ordres de Flagg et un signe que le pouvoir de Flagg faiblit. Les sentinelles avaient reçu des ordres stricts de ne pas «marquer sa tête», afin que la tête puisse être livrée comme un message à la zone libre, et le récit suggère que Flagg tue brutalement la sentinelle qui a défiguré le juge et entravé son plan.
Dans la mini-série de 1994, le juge Farris a été interprété par Ossie Davis.

### Las Vegas

#### Randall Flagg
Randall Flagg, également appelé l'homme noir, l'homme sans visage ou le Promeneur, est le principal antagoniste du roman - il est l'incarnation du mal, un être semblable à un antéchrist dont le but est la destruction et la mort. Dans le roman, il est présenté comme diamétralement opposé à la personnification du bien de Mère Abigail.
L'apparence de Flagg change entre l'humain, le démon et divers animaux, et il est sous-entendu qu'il a vécu de nombreuses vies pendant de nombreuses époques ; "Flagg" est simplement le nom de la forme actuelle de ce mal. Cullen décrit Flagg de la manière suivante : « Il ressemble à n'importe quelle personne que vous voyez dans la rue », quand il sourit, les oiseaux tombent morts des lignes téléphoniques, quand il vous regarde d'une certaine manière, votre prostate se détériore et votre urine brûle, l'herbe jaunit et meurt là où il crache... Il est toujours dehors, qu'importe le temps. Il ne sait pas qui il est." Dans les cas occasionnels où le lecteur est soumis à la perspective de Flagg, il devient évident que Flagg ne connaît pas ses origines, n'a aucun souvenir de sa vie avant Captain Trips - bien qu'il se souvienne vaguement d'événements isolés, violents ou haineux, tels que sa participation à la guerre du Vietnam, les actions en tant que marins, les lynchages du Ku Klux Klan, le meurtre de policiers, la participation à des émeutes raciales dans les années 1960, la participation à l'enlèvement de Patty Hearst et une vague spéculation selon laquelle il était impliqué dans les affaires de Charles Manson.
Comme Mère Abagail, Flagg apparaît à divers survivants dans leurs rêves, par lequel il offre aux rêveurs un choix ; Flagg attirant ceux qui sont tentés par la destruction et le pouvoir. Il sauve Lloyd Henreid de la famine en prison et, avec Henreid comme commandant en second, établit une communauté à Las Vegas, Nevada. Bien que Flagg possède la capacité de prédire l'avenir, ainsi que plusieurs pouvoirs démoniaques, à mesure que les événements du récit du livre se déroulent, il commence à perdre très progressivement son pouvoir à mesure que ses plans se déroulent de manière de plus en plus problématique. Une faiblesse de Flagg qui s'avère complètement désastreuse pour lui et ses partisans est que Flagg ne peut pas lire dans les pensées ou suivre les mouvements d'individus qui ont des déficits mentaux ou une maladie, et certains de ces individus finissent par détruire les plans clés de Flagg pour gouverner le monde. À la fin du roman, la "Main de Dieu" fait exploser une bombe nucléaire, détruisant les partisans rassemblés de Flagg, ainsi que Las Vegas. L'édition révisée-augmentée du roman comprend un épilogue dans lequel Flagg, dans une nouvelle incarnation, se réveille dans un endroit tropical inconnu où il rencontre une tribu primitive ; Flagg tente alors de convaincre les membres de la tribu qu'il est arrivé pour leur enseigner les voies de la civilisation, s'identifiant comme Russell Faraday.
Dans la mini-série de 1994, Flagg a été interprété par Jamey Sheridan. Dans la mini-série 2020, il a été interprété par Alexander Skarsgård.
King a révélé dans une interview que Flagg était partiellement inspiré par Legion (un groupe de démon) ; Flagg est un démon creux rempli de peur, de haine et de ressentiment des autres. Cependant, au lieu de Satan, King a comparé Flagg au tueur en série des années 1950, Charles Starkweather .

##### Dans d'autres médias
Le personnage de l'homme noir apparaît sous de nombreuses formes dans d'autres romans et nouvelles de King, toujours avec les initiales "RF". Il se retrouve dans la série La Tour sombre. C'est grâce à cette série que les lecteurs ont pu mieux comprendre le personnage multiforme, car King révèle qu'il est né sous le nom de "Walter Padick" et que son père était Sam le meunier de Eastar'd Barony. Padick a été violé par un vagabond à l'âge de treize ans lors d'un voyage d'exploration en dehors de sa région d'origine, au cours duquel le jeune homme voulait découvrir le monde. Après le passage de nombreux siècles, Padick est devenu un émissaire du Roi Cramoisi et change d'identité, devenant Randall Flagg. Il est également le méchant principal dans Les yeux du dragon, situé dans un monde médiéval appelé Delain, et il y a quelques passages dans ce livre qui font allusion à l'immortalité de Flagg et à son statut de "mal pur".

#### Lloyd Henreid
Lloyd Henreid commence comme un petit criminel qui, avec Andrew "Poke" Freeman, s'engage dans une série de meurtres à travers le Nevada, l' Arizona et le Nouveau-Mexique, entraînant six meurtres, la mort de Freeman et la détention de Henreid dans une prison de Phoenix. Après le procès, il est placé dans le quartier des condamnés à mort ; une fois que la peste frappe, les codétenus de Henreid meurent à cause du virus. Au milieu de l'agitation, Henreid est oublié dans sa cellule et devient finalement le seul habitant survivant du complexe pénitentiaire. Henreid combat la famine en mangeant des aliments mis de côté (des rats, des insectes ainsi que des bouts de cadavres de ses compagnons de cellule ; dans la version révisée-augmentée, Flagg insinue que Henreid a effectivement mangé de la chair humaine, malgré les tentatives de Henreid de cacher les coupures dans la jambe avant l'arrivée de l'homme noir). Henreid est retrouvé par Flagg qui le libère de sa cellule après que Henreid, à ce stade affamé et presque délirant, accepte d'être le bras droit de Flagg, malgré le fait qu'il soupçonne que son libérateur soit en fait un démon. À ce moment, Flagg donne également à Henreid une pierre noire avec un défaut rouge pour symboliser l'allégeance de Henreid à Flagg.
Henreid se sent par la suite plus intelligent et capable qu'il ne le pensait, il dirige plusieurs des activités quotidiennes à Las Vegas et supervise les opérations sur une base militaire. Henreid attribue ses nouvelles capacités à Flagg, bien que Jurgens soupçonne plus tard que la capacité naturelle de Henreid à anticiper les problèmes n'a été amplifiée que par la peur de décevoir Flagg par un échec. Pour lui avoir sauvé la vie et l'avoir élevé à son poste de commandant en second, Henreid est farouchement fidèle à Flagg, un engagement qui persiste malgré ses doutes croissants sur le pouvoir et le contrôle surnaturel que Flagg exerce sur les autres. Sa loyauté est encore affirmée lorsqu'il renonce à une occasion de quitter Las Vegas avec plusieurs amis proches ; cependant, Henreid respecte la décision des hommes qui envisagent d'abandonner Las Vegas et n'informe pas Flagg des déserteurs. Flagg force Henreid à tirer sur Bateman et, alors que Bateman meurt, il lui pardonne en disant : "Tout va bien, M. Henreid... vous ne pouvez pas aller mieux." Lors de l'exécution d'Underwood et de Brentner, Henreid est ensuite tué dans l'explosion nucléaire provoquée par l'ogive atomique de la Poubelle. Avant sa mort, les derniers mots de Henreid sont: "Oh merde, nous sommes tous foutus !".
Dans la mini-série de 1994, le personnage de Henreid a été interprété par Miguel Ferrer. Dans la mini-série 2020, il a été interprété par Nat Wolff.

#### "La Poubelle"
Donald Merwin Elbert, mieux connu sous le nom de «La Poubelle», est un schizophrène aux tendances pyromanes. Il s'est souvent retrouvé en difficulté pendant ses années de jeunesse en raison de sa fixation sur le feu, son surnom venant de son habitude d'enfance d'incendier des poubelles. La Poubelle a reçu une thérapie par électrochocs dans un hôpital psychiatrique de Terre Haute, dans l'Indiana, avant d'être incarcéré pour incendie criminel à l'adolescence.
L'épidémie anéantit les détenus et les gardiens de la prison où la Poubelle est incarcéré, et il peut s'échapper de chez lui (le fictif) Powtanville, Indiana. Il se livre ensuite à son ambition de brûler des villes, mettant d'abord le feu aux réservoirs de pétrole à Powtanville, puis détruisant la ville de Gary, dans l'Indiana. En fuyant les incendies de Powtanville, il saute par-dessus une balustrade et se brise le poignet droit ; la fracture n'est pas correctement réglée et sa main pointe loin de son corps à un angle de presque quatre-vingt-dix degrés. Plus tard, alors qu'il allumait les incendies à Gary, il subit de graves brûlures au bras gauche lorsqu'un dispositif de chronométrage qu'il a placé dans un réservoir d'huile s'enflamme prématurément. La Poubelle abandonne ses plans originaux d'allumer des incendies au hasard à travers l'Amérique pour rejoindre Flagg lorsque l'homme sombre apparaît dans ses rêves et promet à la Poubelle "un excellent travail" dans le désert. Après avoir soigné son bras gravement brûlé, la Poubelle trouve une bicyclette et se dirige vers l'ouest avec hâte.
Dans la version révisitée, la Poubelle voyage brièvement avec un voyou arrogant nommé The Kid qui, lors d'une soirée, se saoûle et force la Poubelle à le masturber sous peine de le tuer. Lorsque The Kid menace non seulement de tuer la Poubelle à plusieurs reprises (toujours pour des raisons insignifiantes) mais aussi de renverser Flagg, Flagg envoie des loups pour se débarrasser de ce rival potentiel. À l'est du tunnel d'Eisenhower, dans le Colorado, The Kid se retrouve piégé dans une voiture et entouré de loups, qui le tuent lorsqu'il tente finalement de fuir.
La menace de "The Kid" neutralisée, la Poubelle continue vers l'ouest jusqu'à Las Vegas, où il reçoit une pierre noire avec un défaut rouge et devient l'un des principaux associés de Flagg. En raison de son talent en matière d'appareils destructeurs, la Poubelle est chargé de rechercher des armes dans le désert et d'aider à armer les avions de combat de la base aérienne d'Indian Springs. Il s'acquitte de ses fonctions avec compétence jusqu'à ce que, étant taquiné par ses collègues, un commentaire lui fasse vivre un flashback concernant sa jeunesse tourmentée.
La Poubelle subit alors un épisode de schizophrènie et revient à ses anciennes méthodes destructrices, détruisant plusieurs camions et avions tout en tuant les pilotes les plus expérimentés de Las Vegas. Il s'enfuit dans le désert, angoissé par ses actes ; au début, il envisage de se suicider, mais plus tard, il cherche la rédemption en apportant à Flagg l'arme la plus puissante qu'il puisse trouver : une bombe atomique sous la forme d'une ogive nucléaire qui a été détachée d'un missile. La Poubelle transporte l'ogive à travers le désert dans une remorque attachée à un véhicule tout-terrain, contractant un cas mortel d'empoisonnement par rayonnement. La maladie a atteint son stade terminal lorsqu'il arrive à Las Vegas. Il provoque finalement la destruction apparente de Flagg, alors que la Main de Dieu descend du ciel et active l'ogive, détruisant Las Vegas et chacun de ses habitants.
Dans la mini-série de 1994, La Poubelle a été interprété par Matt Frewer. Dans la mini-série 2020, il a été joué par Ezra Miller.

#### "The Kid"
"The Kid" est un voyou de Shreveport, en Louisiane, qui rencontre la Poubelle lors du voyage de ce dernier à Las Vegas. Le personnage conduit un véhicule de style hot rod amélioré et a un amour fanatique de la bière Coors et du whisky Rebel Yell. Le Kid est également ambitieux, instable et facilement en colère, des traits que la Poubelle découvre lorsque le personnage le tue presque pour avoir renversé une canette de bière sur un tapis. Après être devenu gravement ivre, The Kid force la Poubelle à le masturber pendant qu'il le sodomise avec un pistolet. Le Kid et la Poubelle voyagent ensemble jusqu'à ce qu'ils atteignent le tunnel Eisenhower bloqué. Le Kid a révélé à la Poubelle qu'il avait l'intention de remplacer Flagg, donc Flagg envoie des loups qui piègent le Kid dans une voiture. Le Kid survit pendant plusieurs jours jusqu'à ce que, face à la famine, il ouvre la portière de la voiture et étrangle un loup alors qu'il est en train de mourir.
Le corps du Kid est retrouvé plus tard par Redman, Underwood, Bateman et Brentner lors de leur voyage à Las Vegas. Underwood l'appelle «l'homme-loup» et se demande quelle est son histoire.
Dans l'édition originale, The Kid n'est qu'un personnage mineur et n'apparait que dans les flashbacks de la Poubelle ; l'édition révisée-étendue comprend l'histoire complète de la rencontre de The Kid avec la Poubelle.
The Kid n'apparaît pas dans la minisérie de 1994. Pour la mini-série 2020, Marilyn Manson était en pourparlers pour dépeindre le Kid, mais son rôle a été coupé du scénario pendant le processus d'écriture.

#### Julie Lawry
Adolescente instable et folle de sexe qui survit à la pandémie, Lawry et Nick Andros ont des rapports sexuels dans le magasin désert où ils se rencontrent, puis Lawry tente de convaincre Andros de laisser Cullen derrière. Cependant, lorsque Lawry révèle sa vraie nature, ridiculisant le déficient de Cullen et l'effrayant contre du Pepto-Bismol avec une affirmation selon laquelle le produit est un poison, Andros la rejette finalement. Lawry essaie alors de les tuer tous les deux avec un fusil et finit par rejoindre Flagg. À Las Vegas, elle reconnaît Cullen et informe Henreid du statut de Cullen en tant qu'espion. On ne sait pas si Lawry a été tué dans l'explosion nucléaire qui détruit Las Vegas.
Dans la mini-série de 1994, Lawry a été interprété par Shawnee Smith. Dans la mini-série 2020, elle a été représentée par Katherine McNamara.

#### Whitney Horgan
Ancien boucher, Horgan a rejoint le groupe de Flagg en tant que cuisinier, décrit par Lloyd Henreid comme un "gros sac de merde bruyant" mais aussi un excellent chef. Il accomplit des tâches mineures mais est très bien classé dans la société de Flagg, relevant directement de Henreid ou Flagg lui-même. Horgan prévoit de fuir au Brésil avec plusieurs autres après avoir d'abord demandé à un Henreid réticent de les rejoindre. Henreid refuse finalement l'offre, mais dit tranquillement à son ami qu'il gardera son plan de vol secret, tout en ajoutant qu'il ne quittera jamais Flagg quelles que soient les conséquences.
Horgan décide de prendre «position» contre Flagg et le défie publiquement avant les exécutions d'Underwood et de Brentner. Flagg dit d'abord à Horgan qu'il avait l'intention de le laisser partir sans conséquence, mais le mutile ensuite et finit par le tuer avec une boule de foudre qui émane directement de son doigt. La foudre qui l'a tué se rassemble dans le ciel au cours des instants suivants avant de descendre en tant que Main de Dieu et d'activer la bombe nucléaire de l'homme Trashcan.
Dans la mini-série de 1994, Horgan a été interprété par Sam Anderson.

#### Jenny Engstrom
Ancienne danseuse de boîte de nuit, Engstrom attend Flagg à Las Vegas avec Ronnie et Hector et se soumet à Flagg à son arrivée. Elle travaille pour le groupe en tant que travailleur de la construction et se lie d'amitié avec Jurgens, qui ne sait pas pourquoi Engstrom, qu'il perçoit comme une personne «gentille», coopère avec un groupe pervers. Engstrom découvre le véritable but de Jurgens à Las Vegas et la trahit par la suite en informant Flagg de sa nouvelle découverte. Plus tard, Horgan informe Henreid qu'Engstrom a l'intention de fuir le groupe, tandis que Flagg dit à Henreid qu'il connaît déjà les noms des personnes qui veulent partir, y compris Engstrom. Engstrom est présente lors des exécutions et est ainsi tué lors de l'explosion de la bombe nucléaire.
Engstrom n'apparaît pas dans la minisérie de 1994. Son personnage a fusionné avec celui de Julie Lawry.

#### Barry Dorgan
Barry Dorgan est un ancien détective amical du département de police de Santa Monica, en Californie. Bien qu'il soit un allié de Flagg, Dorgan le fait uniquement parce qu'il pense que le monde de Flagg est la seule société avec une chance de retrouver le sens de la loi et de l'ordre ; mais il perd finalement confiance dans la société de Flagg et reste à Las Vegas parce qu'il sait que Flagg va l'assassiner s'il part. Dorgan est l'une des sentinelles qui intercepte Underwood, Bateman et Brentner, qui sont tous surpris par la nature sympathique de Dorgan, mais celui-ci explique clairement que ses vues rationnelles n'excusent ni ne disculpent son service au nom des personnes vraiment viles desquelles il relève. Dorgan monte la garde sur Underwood et Brentner peu de temps avant leurs exécutions prévues et est finalement tué par la bombe nucléaire de La Poubelle.
Dans la mini-série de 1994, Dorgan a été interprété par Chuck Adamson.

#### L'homme-rat
"Ratty" Erwins, également connu sous le nom de L'homme-rat, est un voyou aux allures de pirate. L'homme-rat porte une ceinture rouge, un collier de dollars en argent autour du cou et une épée. Le personnage est décrit, avec les mots de Lawry, comme "le seul gars à Las Vegas trop effrayant pour coucher avec, sauf peut-être s’il n'y a plus rien d'autre". Il est tué dans l'explosion à la fin du livre.
Dans la mini-série de 1994, L'homme-rat a été interprété par Rick Aviles. Il est vu pour la première fois à New York lorsque la peste frappe, et dit "L'homme-rat pardonne, cette fois" quand Larry le croise dans une arcade. Il apparaît plus tard haut placé dans la société de Flagg ; ensuite, il fait partie du groupe qui appréhende Dayna Jurgens et casse la guitare de Larry avant que lui et Ralph ne soient emmenés sur scène pour mourir par démembrement. 

Dans la mini-série 2020, le personnage est rebaptisé La Femme à Face de Rat et interprété par Fiona Dourif .

#### Bobby Terry et Dave Roberts
Bobby Terry et Dave Roberts font partie des hommes que Flagg place dans plusieurs avant-postes autour de Las Vegas pour intercepter et tuer le juge Farris, espion de la zone franche. Il est également ordonné aux sentinelles de ne pas «marquer la tête» car Flagg souhaite la renvoyer dans la zone franche avant l'hiver. Terry et Roberts sont placés à un avant-poste près d'un barrage. Un jour de pluie, alors que Terry est distrait par une bande dessinée, il voit à peine le juge passer dans le véhicule que Flagg leur a dit de chercher. Lorsque Terry et Roberts rattrapent le juge, Roberts feint l'amitié assez longtemps pour serrer la main du juge Farris. Farris voit Terry dans la voiture, tenant un fusil et souriant sauvagement, incitant le juge à tenter de tirer son propre pistolet, mais Roberts lui tire dessus en premier. Avant que Roberts ne puisse terminer le travail, Terry tire (inutilement) de la voiture, tirant accidentellement sur Roberts dans le cou. Terry et Farris blessés échangent des coups jusqu'à ce que Terry tire deux coups directs au visage, le laissant non identifiable. Terry panique sans savoir quoi faire, décidant finalement de se diriger vers le sud. Cependant, Flagg (qui a observé tout cela sous l'apparence d'un corbeau) attaque et exécute lentement Terry.
Dans la mini-série de 1994, Terry a été interprété par Sam Raimi, tandis que Roberts a été interprété par John Dunbar. Dans la mini-série 2020, Terry est interprété par Clifton Collins Jr.